# Clematis obliqua
Clematis obliqua là một loài thực vật có hoa trong họ Mao lương. Loài này được (Small) C.K. Schneid. mô tả khoa học đầu tiên năm 1904.